# Bestellanforderung
Als Bestellanforderung (Kurzform Banf oder BANF nach der Bezeichnung im SAP ERP) bezeichnet man eine Aufforderung an den Einkauf, ein Material oder eine Dienstleistung in einer bestimmten Menge zu einem bestimmten Termin zu beschaffen.
Eine Bestellanforderung resultiert aus einem Bedarf an Waren oder Dienstleistungen. Mit ihr wird ein Beschaffungsvorgang angestoßen. Die Anforderung stellt noch keine Bestellung dar. Sie wird in einem Formular oder Onlinedialog von der entsprechenden Fachabteilung erstellt und an den Einkauf geleitet.
In der Bestellanforderung wird neben dem Besteller und der Abteilung u. a. die Kostenstelle, die Projektnummer, die Artikelbenennung und die Artikelnummer, die Anzahl und der entsprechende Preis, der Lieferant, Angebote und der gewünschte Liefertermin aufgeführt. Je nach Volumen der Bestellung muss diese entsprechend den jeweiligen Firmenrichtlinien vom Kostenstellen-Verantwortlichen auf verschiedenen Ebenen (zum Beispiel Projektleiter, Abteilungsleiter, Geschäftsführer) freigegeben werden.
Auf Grund der Bestellanforderung wird vom Einkauf die entsprechende Bestellung ausgelöst.